# John Henry Schwarz
John Henry Schwarz, ameriški fizik, * 22. november 1941, North Adams, Massachusetts, ZDA.

## Življenje
Schwarz je študiral matematiko na Kolidžu Harvard (v okviru Univerze Harvard) in teoretično fiziko na Univerzi Kalifornije v Berkeleyu. Doktoriral je leta 1966 na Berkeleyju pod Chewovim mentorstvom. Od 1966 do 1972 je bil na Univerzi Princeton. Pozneje je prešel na Kalifornijski tehnološki inštitut (Caltech), kjer je profesor teoretične fizike.

## Delo
Schwarz velja za očeta teorije strun, ki bi naj bila osnovna teorija kvantne gravitacije. Drugi začetniki teorije strun so še japonski fizik Joičiro Nambu (1921–2015), danski teoretični fizik Holger Bech Nielsen (*1941), francoski teoretični fizik Joël Scherk (1946–1980), italijanski teoretični fizik Gabriele Veneziano (*1942), angleški fizik Michael Boris Green (*1946) ter ameriška fizika Leonard Susskind (*1940) in Edward Witten (*1951). 

## Priznanja

### Nagrade
Leta 1989 je Schwarz prejel Diracovo medaljo ter leta 2002 Heinemanovo nagrado za matematično fiziko. Je član Nacionalne akademije znanosti ZDA.